# Elizaveta Aleksandrovna Čerkasova
Elizaveta Aleksandrovna Čerkasova, coniugata Elizaveta Aleksandrovna Pal'menbach (in russo Елизавета Александровна Пальменбах?) (1761 – San Pietroburgo, 23 luglio 1832), è stata una nobildonna russa, direttrice dell'Istituto Smol'nyj dal 1797 al 1802.

## Biografia
Figlia di Aleksandr Ivanovič Čerkasov e della principessa Ekaterina Byron, damigella d'onore dell'imperatrice Elisabetta. Frequentò l'Istituto Smol'nyj. Nel 1779 divenne damigella d'onore presso la corte reale.

## Matrimonio
Nel 1780, sposò il colonnello Evstafij Ivanovič Pal'menbach. Ebbero tre figlie:
- Sofia Evstafevna (1781-1839), sposò Pavel Batiuškov, che a loro volta ebbero quattro figli;
- Aleksandra Evstafevna (?-1836), sposò Andrej Bühler;
- Ekaterina Evstafevna

Nel 1796, fu nominata assistente di Sophie de Lafon, direttrice dell'Istituto Smol'nyj, e nell'Agosto 1797, dopo la sua morte, viene nominata direttrice, incarico che ricoprì fino al 1802. Si conquistò l'apprezzamento dell'imperatrice Maria Feodorovna, che gli affidò l'educazione delle due figlie di Alexander von Benckendorff e della principessa Elizaveta Andreevna Bibikova. Nel 1801 gli venne concessa l'Ordine di Santa Caterina.

## Morte
Morì a San Pietroburgo nel 1832 e fu sepolta nel cimitero di Smolensk.